# Eliščiná
Eliščiná, auch Eliščino (deutsch Liselsberg, auch Lieselsberg) ist eine Wüstung auf dem Gebiet des Truppenübungsplatzes Libavá in Tschechien. Sie liegt neun Kilometer westlich von Potštát und war bis zu ihrer Zerstörung im Jahre 1948 die erste Ansiedlung entlang des Flusslaufes der Oder.

## Geographie
Eliščiná befand sich in 590 m.ü.m. inmitten von Wäldern in den Oderbergen im Tal der Oder an der Einmündung des Schlichtenbaches. Nördlich erhebt sich der Stráž (Hoferberg, 615 m), im Nordosten der Smolenský kopec (600 m), östlich die Lysá hora (Lieselberg, 630 m), im Südwesten der Fidlův kopec (Fiedelhübel, 680 m), und westlich die Radeška (Winkelberg, 671 m). Gegen Osten liegt das Naturreservat Smolenská luka. Zwei Kilometer südlich befindet sich die Oderquelle.
Umliegende Ortschaften waren Pivovarský Kopec, Olejovice und Nová Ves nad Odrou im Norden, Čermná im Nordosten, Heřmánky, Potštát, Padesát Lánů und Smolné im Osten, Kouty, Středolesí und Slavkov im Südosten, Kozlov und Kyjanice im Süden, Velký Újezd und Varhošť im Südwesten, Jestřabí und Nepřívaz im Westen sowie Velká Střelná im Nordwesten.

## Geschichte
Die erste schriftliche Erwähnung der Neuen Mühle an der Oder erfolgte 1713. Im Jahre 1793 entstand bei der Wassermühle die Ansiedlung Liselsberg. Sie war nach Velký Újezd gepfarrt und bis zur Mitte des 19. Jahrhunderts der Herrschaft Veselíčko und den Grafen Podstatzky-Liechtenstein untertänig.
Nach der Aufhebung der Patrimonialherrschaften bildete Liselsberg ab 1850 eine zum Ortsteil Koslau des Marktes Velký Újezd gehörende Ansiedlung in der Bezirkshauptmannschaft Mährisch Weißkirchen und dem Gerichtsbezirk Leipnik. Im Jahre 1855 wurde Liselsberg zusammen mit Velký Újezd dem Bezirk Leipnik zugeordnet, ab 1868 gehörte der Ort wieder zum Bezirk Mährisch Weißkirchen. 1884 löste sich Koslau von Velký Újezd los und bildete mit Kianitz und Liselsberg eine eigene Gemeinde. Nach der Gründung der Tschechoslowakei erhielt der Ort mit Eliščina auch einen tschechischen Namen. Infolge des Münchner Abkommens wurde Liselsberg als Teil von Kozlau 1938 dem Deutschen Reich zugeschlagen und gehörte bis 1945 zum Landkreis Bärn und Gerichtsbezirk Stadt Liebau. Nach dem Ende des Zweiten Weltkrieges kam Eliščiná zur Tschechoslowakei zurück. Im Zuge der Errichtung des Truppenübungsplatzes Libavá wurde die Ansiedlung einschließlich der Sägemühle 1948 aufgelassen. Inzwischen hat sich der Wald die Fluren zurückerobert.